# 源君物語
《源君物語》（日语：源君物語）是日本漫畫家稲葉みのり創作的日本漫畫作品。於2011年在《週刊YOUNG JUMP》上開始連載，至2019年完結，單行本共16冊，銷量超過210萬本。故事以日本古典名著《源氏物語》為原型，打著「現代版光源氏計畫」的名堂，描述主角與十四名女性戀愛的過程。

## 劇情大綱
源光海是紫雲大學文學部的學生，因為外貌清秀，在中學時代屢遭當時校內最受歡迎的美女中將司紗帶頭欺負，造成光海有女性恐懼症，他在上大學後決心克服此障礙。隨著父親再婚，光海被迫離家並與姑姑藤原香子同住，香子是專精研究《源氏物語》的紫雲大學副教授，她以治好光海的女性恐懼症為由，要他參與自己的計畫，模仿《源氏物語》情節與十四名女性戀愛。
隨著故事內將近一年半的進展，香子介紹了十三位與《源氏物語》中的角色相若的女性，讓他逐漸克服與女性相處的障礙與恐懼。光海每次接觸到新的女性時，都會試著探詢對方的喜好或期望，並藉此讓對方敞開心房，通常會與對方發生性關係，而香子事後也會記錄光海的情緒和心得。在這過程中，香子也以自己的身體撩撥光海的性慾，並教育光海該如何理解女性的情感，並訓練他抑制住衝動，但她並未與光海有插入式性行為。香子認為光海因為年幼喪母，所以有著戀母情結、也比較容易吸引年長的女性，但在計畫進行的過程中，光海也逐漸能夠與年紀相仿的女性正常交流。
此外，光海也與中將司紗在大學重逢，並發現她與已婚教授有婚外情，他為了復仇，策劃了讓兩人分手的事件，並克服了自己的創傷。光海自我超越的過程使中將開始對他嶄生好感，隨著事件進展，這種感覺越發強烈，最後中將承認光海確實有著與外表不相仿的堅強。
在與十三位女性戀愛後，香子莫名失去音訊，為了尋找她的下落，十三名女性同聚一堂。之後香子現身，表示自己就是第十四位人，並闡明自己不只是為了研究，也是為了讓光海的生活更加精采，藉此向光海早逝的母親表達敬意，接著光海與香子發生了性關係。之後，香子到別的大學任教。一年後，光海的對象都有了比以往更好的生活，而光海追隨香子的腳步，以成為《源氏物語》的研究者為目標。故事最後顯示光海已經能喝牛奶，且已經完全克服了中將造成的女性恐懼症。

## 登場人物

### 主要人物
源光海（MINAMOTO Terumi）
男主角，香子的外甥，紫雲大学文学部學生，有著更勝女性的美貌，即使穿男裝也常被認為是女性，因此在初中時遭到班上女生聯合霸凌，患上女性恐懼症。上大學後因為父親突然再婚，被迫搬出去與姑姑香子同住。
因為年幼喪母，讓光海有戀母情結，總是熱衷追求對比自己大的女性。
藤原香子（FUJIWARA Kaoruko）
光海的姑姑、紫雲大学文學部副教授，專門研究《源氏物語》的學者。30歳，單身。身材姣好、富有女性魅力。以解決光海的症狀為由，要光海去追求自己所挑選出來的14名女性，而她自己也是第14人，象徵《源氏物語》中的藤壺中宮。
企圖將光海培養成源氏物語中的光源氏，登場的14位女性特質相似的對象要求光海去攻略。

### 光海攻略的對象
桃園朝日（MOMOZONO Asahi）
光海第一個目標，香子的姪女，光海的表姐，象徵《源氏物語》的朝顏。她與光海小時候比較要好，但長大後漸行漸遠，朝日不曾有過交往經驗，在兩人重逢之後，她對光海也日漸有好感，但是無法接受光海要求發生性關係而拒絕交往請求。因為害怕恋爱所以無法正視自己的感情，後因發現光海周圍圍繞許多女性，也開始積極追求他。她是月子最好的朋友。
桐山葵（KIRIYAMA Aoi）
光海第二個目標，她是香子的朋友，象徵《源氏物語》中的葵之上。葵是美甲店老闆，因為生活繁忙，以整理家務為由要光海幫忙，因此與他有了親密關係，但光海發現葵有戀父情結，儘管葵是光海初次性行為的對象，但他還是因為葵在性行為時喊著父親，而對葵失去了性慾，不過兩人仍保持著很好的關係。
花田千里（HANADA Chisato）
光海第三個目標，紫雲大學家政職業學院的學生，同時在學校附近的蕎麥面店工作。象徵《源氏物語》的花散里。她的性格害羞而單純，因為有著傲人的巨乳而經常受此困擾。她是光海第一個女友，曾一度讓光海興起中斷計畫，但光海後來認為千里並非真正喜歡自己。在兩人分手後，千里逐漸克服自己的交流障礙，並視光海為比男朋友還重要的人。
六條美也（ROKUJŌ Miya）
光海第四個目標，紫雲大学情報学导师，26歳。象徵《源氏物語》的六條御息所。她過去在光海所就讀的中學擔任實習教師，知道光海被霸凌的事，並對他產生病態的迷戀，家中牆上貼滿了光海的照片，並對他有很強的佔有欲。在光海離開她後，她仍繼續出現並試圖破壞計畫。
小若紫亞（KOWAKA Shian）
光海第五個目標，10歲的小學女生。象徵《源氏物語》的紫之上。她天真無邪且性格活潑，香子認為光海可以藉著與她相處，變得更擅長與年輕女性往來。因為年紀小，所以她並沒有像其他對象一樣和光海發生性行為。
瀬見伊予（SEMI Iyo）
光海第六個目標，紫雲大学販賣部店員，28歲。象徵《源氏物語》的空蟬。外表樸素老土，被認為不會有男人想與其交往。有個交往多年但卻沒有談戀愛的感覺也不会和她结婚的男朋友，對方只一昧的侵占著她的身體。對現實有著很大的埋怨，卻不懂改變，在遇到光海並與他有了一夜情後才開始有了轉變。之後她與男友分手並傾慕著光海，但每當光海進到販賣部時，伊予仍會害羞地躲在收銀檯後面不知所措。
常夏夕（TOKONATSU Yuu）
光海第七個目標，紫雲健美俱乐部教練，23歳。象徵《源氏物語》的夕顏。她高中時期體弱多病而沒有體驗過戀愛。不斷的鍛鍊身體後成為運動性美女，在光海到健身俱樂部鍛鍊身體期間，兩人有了感情，但在交往後沒幾個月就因為工作因素而遷居，兩人也因此分手。
末摘華（SUETSUMU Hana）
光海第八個目標，紫雲大學廣播學科學生，象徵《源氏物語》的末摘花。雖然她比光海大一屆，但身材嬌小，有著一副非常可爱的嗓音，志願成為配音員。並不擅長與他人對話，也鮮少與異性來往，因此沒什麼自信。起初對光海扮女裝參加選美比賽時展現的自信感到排斥，經過多次交談後解開誤會，兩人也因為練習配音而有了好感，並發生了性行為。
源内典子（GEN'NAI Noriko）
光海第九個目標，紫雲歯科医院的牙医，年龄不详，是所有對象中最年長的一位。象徵《源氏物語》的源典侍。她的個性成熟穩重，對自己具有的高社經地位感到高度自信，而且非常自戀，香子認為她是較難攻克的對象。在與光海有了性行為後，學會喜歡上自己以外的人。
玉鬘瑠璃（TAMAKAZURA Ruri）
光海第十個目標，外表神似常夏夕的紫雲大學新生，象徵《源氏物語》的玉鬘。她是富貴人家的大小姐，因為缺乏生活常識而鬧了一些笑話，也讓光海有機會認識她。她因為要參加駕訓班而長期離家，這讓她暴露在風險之中，香子要光海男扮女裝去保護玉鬘，這也讓玉鬘一直認為光海是女性。玉鬘差點被青梅竹馬侵犯，但被光海拯救，這也讓她一直很信任光海。
朧月子（OBORO Tsukiko）
光海第十一個目標攻略對象，紫雲大學的學生、朝日的摯友，象徵《源氏物語》的朧月夜。她是志願成為官能小說家的腐女。討厭現實中的男性，但對中性的光海並不排斥，除了偶爾會替他化女性裝扮，也經常將自己寫的小說給光海看，並要他提供心得。為了小說取材以及克服討厭男性的個性，她邀光海去愛情賓館，兩人也發生了性關係。在那之後，月子漸漸地克服了對男性的排斥。她有一個妹妹凪子。
三宮乙女（MITSUMIYA Otome）
光海第十二個目標，內向孤僻的中學生。象徵《源氏物語》的三公主。她有交流障礙且經常逃課，課業也因此落後，光海受命擔任她的家教。她起初很討厭光海，後因光海修好她的布偶、並帶她看她喜歡的貓而改觀，之後喜歡上光海並下決心要成為光海喜歡的女性類型。
明石夢告（AKASHI Mutsuge）
光海第十三個目標，紫雲大學文學部的新生，擅長塔羅牌占卜。象徵《源氏物語》的明石之方。光海在神社撞見明石於野外自慰，在明石落荒而逃後，撿到遺落的塔羅牌並於學校內與她相認。在暑假期間，光海到明石的故鄉打工，明石對性慾感到好奇，兩人因此有了性關係，並在打工期間結束之前交往。之後光海表明了自己對香子的感情，明石也很鼓勵他勇於追求。

### 其他人物
中將司紗（CHŪJŌ Tsukasa）
光海初中時的同學，她的個性高傲且有自信，當時她向前輩表白被拒絕，原因是前輩認為她甚至不比光海漂亮，於是中將聯合班上的女生霸凌光海，是造成光海女性恐懼症的元凶。兩人在大學重逢，光海無意間看見中將和學校教授發生性關係，並以此為契機多次有過對抗和曖昧關係，但兩人並未有進一步的感情關係。在選美比賽中，中將敗給了男扮女裝參賽的光海，讓她承認光海確實有著與外表不相符的強悍。
村上（MURAKAMI）
光海的朋友。紫雲大学1年生。是處男。因為憧憬著香子教授而進入紫雲大学，妄想著有一天能被比自己年長的姊姊奪去處男之身，為人不錯，但沒有女性緣。
近衛
紫雲大學心理學教授，理事長的兒子。相貌英俊，雖然已婚，但是在女學生之間還是頗有人氣。

## 出版
| 冊數 | 集英社         | 集英社                 | 尖端出版       | 尖端出版               |
| 冊數 | 發售日期       | ISBN                   | 發售日期       | EAN / ISBN             |
| ---- | -------------- | ---------------------- | -------------- | ---------------------- |
| 1    | 2012年4月19日  | ISBN 978-4-08-879318-4 | 2013年12月17日 | EAN 471-770-225-806-1  |
| 2    | 2012年10月19日 | ISBN 978-4-08-879432-7 | 2014年1月21日  | EAN 471-770-225-875-7  |
| 3    | 2013年4月19日  | ISBN 978-4-08-879550-8 | 2014年2月7日   | EAN 471-770-225-879-5  |
| 4    | 2013年10月18日 | ISBN 978-4-08-879668-0 | 2014年3月11日  | EAN 471-770-225-973-0  |
| 5    | 2014年4月18日  | ISBN 978-4-08-879783-0 | 2014年9月15日  | EAN 471-770-226-167-2  |
| 6    | 2014年10月17日 | ISBN 978-4-08-890028-5 | 2015年1月21日  | EAN 471-770-226-470-3  |
| 7    | 2015年4月17日  | ISBN 978-4-08-890142-8 | 2015年11月17日 | EAN 471-770-226-745-2  |
| 8    | 2015年10月19日 | ISBN 978-4-08-890257-9 | 2016年5月11日  | ISBN 978-957-10-6643-1 |
| 9    | 2016年4月19日  | ISBN 978-4-08-890391-0 | 2016年9月23日  | ISBN 978-957-10-6920-3 |
| 10   | 2016年11月18日 | ISBN 978-4-08-890519-8 | 2017年1月17日  | ISBN 978-957-10-7217-3 |
| 11   | 2017年5月19日  | ISBN 978-4-08-890644-7 | 2017年9月11日  | ISBN 978-957-10-7709-3 |
| 12   | 2017年11月17日 | ISBN 978-4-08-890784-0 | 2018年3月20日  | ISBN 978-957-10-8062-8 |
| 13   | 2018年5月18日  | ISBN 978-4-08-891012-3 | 2019年1月29日  | ISBN 978-957-10-8402-2 |
| 14   | 2018年11月19日 | ISBN 978-4-08-891122-9 | 2019年5月21日  | ISBN 978-957-10-8555-5 |
| 15   | 2019年5月17日  | ISBN 978-4-08-891314-8 | 2019年12月6日  | ISBN 978-957-10-8734-4 |
| 16   | 2019年11月19日 | ISBN 978-4-08-891399-5 | 2020年6月17日  | ISBN 978-957-10-8944-7 |

## 衍生作品
- 由田中創撰寫的小說《源君物語　並びの巻》，集英社出版，〈JUMP j BOOKS〉
  - 2014年10月17日發售、ISBN 978-4087033359

OXY广告穿越漫画
乐敦制药下属的化妆品公司“OXY”曾与《源君物语》合作，连载穿越性质的《特別編 教えてあげる》，将《源君物语》的登场角色与OXY的CM出演者佐佐木希共同登场。
《パープル式部》穿越漫画
连载150回纪念企划，与同在《周刊YOUNG JUMP》连载的《パープル式部》合作推出，两部作品的人物同时登场。

## 外部連結
- 源君物語 - 週刊ヤングジャンプ公式サイト （页面存档备份，存于）